# Ріддер (сир)
Ріддер (норв. Ridder) — норвезький напівтвердий сир без дірок, жовтувато-сірого кольору, характеризується ароматним, пікантним смаком, досить гострий. Виготовляється з пастеризованого коров'ячого молока з використанням культури Brevibacterium linens. Сир випускається в обгортці з помаранчевого воску або в вакуумних упаковках без воску. Нерозрізаний, в голівках сир має гострий смак.

## Склад
До складу сиру крім коров'ячого молока і спеціальних бактерій входить також сметана, сіль, сичужний фермент (коров'ячий), нітрат (E251), барвник (Е160b).
100 г сиру мають калорійність 422 ккал і містять 20 г білка, 38 г жиру, 0 г вуглеводів, 580 мг кальцію, 430 мг фосфору, 3,2 мг цинку, 240 мкг вітаміну А. Вологість в середньому 39 %, мінімальна жирність 60 %, сіль 1,5 %.

## Історія
Ріддер був розроблений в Норвегії в кінці 1960-х шведським виробником сиру Свеном Фенеліусом і виготовлявся на невеликому молокозаводі в одному з фіордів Західної Норвегії. Випущений на ринок у 1969 році. «Ріддер» перекладається з норвезької мови як «лицар», і ця назва відноситься до його сильного специфічного аромату.
Ріддер популярний як в Норвегії, так і в багатьох європейських країнах і в Японії. Ridder™ є захищеною торговою маркою, правовласником є асоціація норвезьких фермерів TINE.

## Вживання
Ріддер підходить як для сендвічів, так і для післяобідньої гострої закуски, з або без фруктів. Сир м'який, легко ріжеться.